# Pawieł Polan
Pawieł Markowicz Polan (ros. Павел Маркович Полян; ur. 31 sierpnia 1952 w Moskwie) – rosyjski geograf, historyk, pisarz i tłumacz (w działalności literackiej pracuje pod pseudonimem Nerler, ros. Нерлер).

## Życiorys
W 1974 roku ukończył studia na Wydziale Geografii Uniwersytetu Moskiewskiego, po czym ukończył aspiranturę w Instytucie Geografii Akademii Nauk ZSRR, której to uczelni (uwzględniając zmianę jej nazwy po transformacji ustrojowej) pozostaje współpracownikiem do chwili obecnej. W 1998 roku obronił pracę doktorską pt. Geografija prinuditielnych migracij w SSSR (pol. Geografia przymusowych migracji w ZSRR). Jest pracownikiem instytutu dokumentacji zbrodni narodowego socjalizmu w Kolonii, równocześnie jest profesorem Stawropolskiego Uniwersytetu Państwowego. Dawniej jego zainteresowania obejmowały między innymi transport i demografię miast, od połowy lat 80. XX wieku zajmuje się też historią i geografią przymusowych przesiedleń. Jest autorem lub współautorem około 200 artykułów naukowych.
W latach 70. XX wieku był związany z grupą poetycką „Moskowskoje wremja”. Jest jednym z autorów encyklopedii o Osipie Mandelsztamie, autorem biografii tego poety oraz redaktorem dwóch zbiorów jego dzieł. Jest autorem dwóch tomików poezji (nieoddanych do druku, jeden, Botaniczeskij sad [pol. Ogród botaniczny] jest opublikowany w Internecie). Jest również publicystą oraz redaktorem zbioru wspomnień żydowskich jeńców wojennych, ocalałych z niemieckich obozów koncentracyjnych i zagłady. Pisał artykuły na temat życia codziennego żydowskich emigrantów z ZSRR.

## Publikacje
- Методика выделения и анализа опорного каркаса расселения, Moskwa, 1988.
- Жертвы двух диктатур. Советские военнопленные и остарбайтеры в Третьем рейхе и их репатриация, 1996.
- «Вестарбайтеры»: интернированные немцы в СССР (предыстория, история, география). Учебное пособие для спецкурса, Stawropol, 1999.
- Город и деревня в Европейской России: сто лет перемен, Moskwa, 2001 (wspólnie z T. Niefiedową и A. Trejwiszem)
- Не по своей воле: история и география принудительных миграций, Moskwa, 2001.
- Обреченные погибнуть, Moskwa, 2006 (wspólnie z A. Sznejerem).